# Stadhuis van Oslo

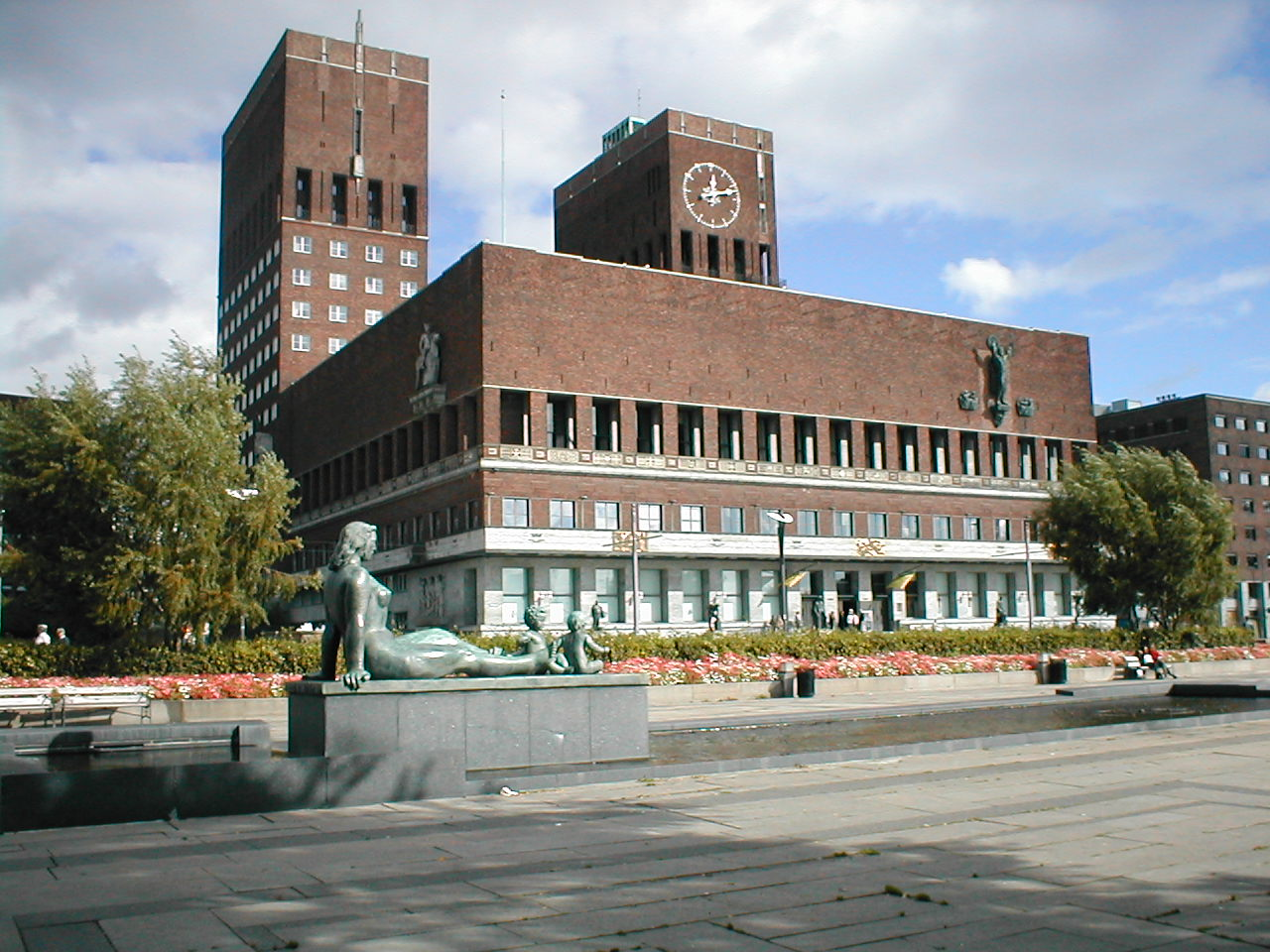
Het stadhuis gezien vanaf de havenkant

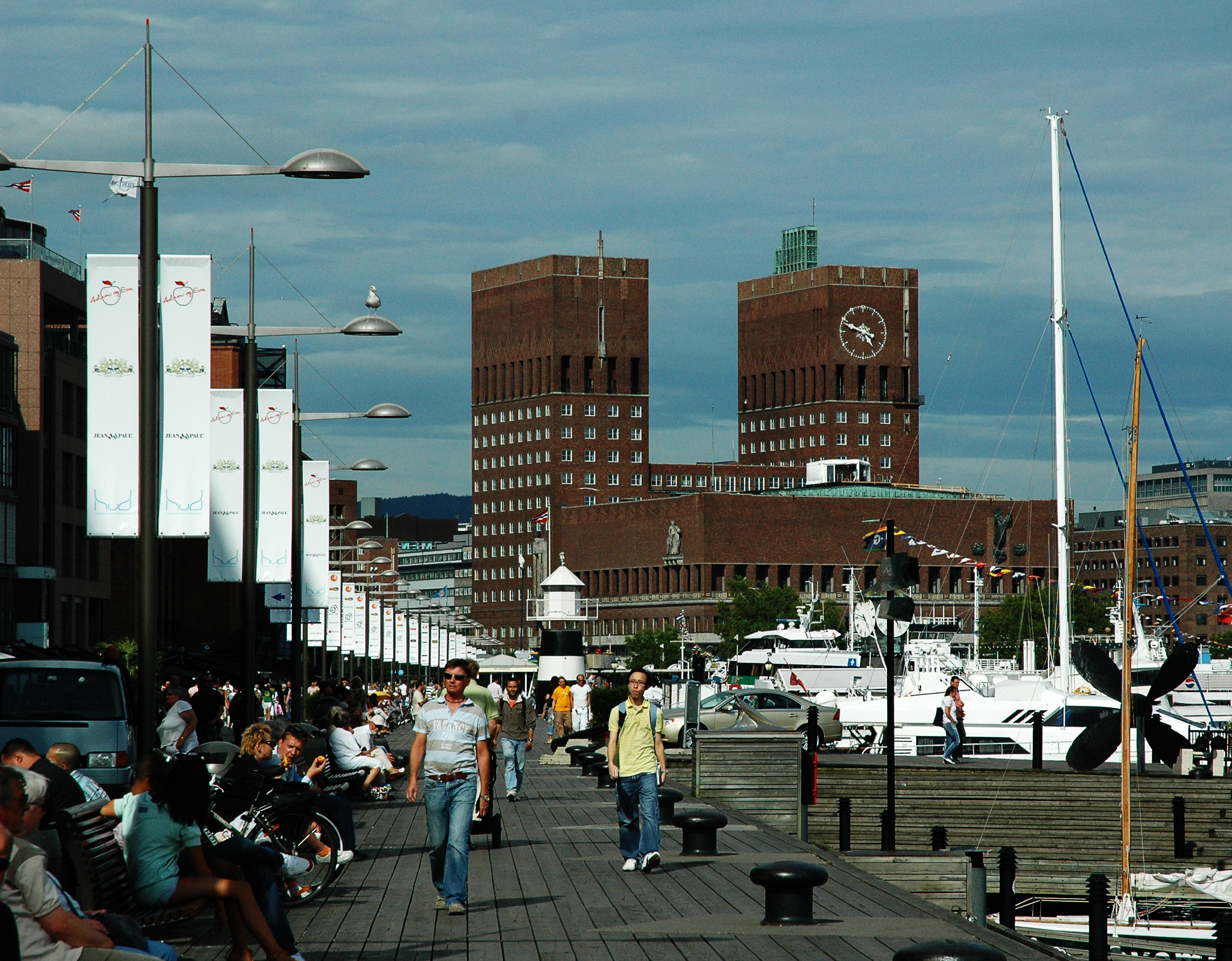
Het stadhuis, gezien vanaf Aker Brygge

Het gemeentehuis van Oslo (Noors: Oslo rådhus) biedt plaats aan de gemeenteraad, ambtenaren en kunststudio's en kunstgalerijen. Gelegen aan Rådhusplassen en de haven van Oslo is het stadhuis een prominent bouwwerk van de stad.
Jaarlijks, in december, wordt de Nobelprijs voor de Vrede in het gemeentehuis uitgereikt. Dit heeft ervoor gezorgd dat het gemeentehuis een van de bekendste gebouwen van Oslo is geworden. In juni 2005 werd het gebouw met 30,4% van de stemmen gekozen tot "Oslo's gebouw van de eeuw".

## Geschiedenis
Het gemeentehuis is ontworpen door Arnstein Arneberg en Magnus Poulsson (hetzelfde duo ontwierp ook de Noorse Zeemanskerk in Rotterdam). Zij wonnen de ontwerp-wedstrijd die in 1918 was uitgeschreven. Het gebied waarin het gemeentehuis is gelegen - Pipervika, in de binnenstad van Oslo - werd aan het eind van de jaren 20 van de twintigste eeuw volledig vernieuwd om plaats te maken voor het gebouw. De bouw van het gemeentehuis begon in 1931, maar werd stilgelegd door het uitbreken van de Tweede Wereldoorlog. In 1950 werd het gemeentehuis officieel geopend ter ere van de 900e verjaardag van de stad Oslo.

## Architectuur
Het gebouw wordt gekenmerkt door monumentale neoclassicistische en Bauhaus-architectuur. Van buitenaf wordt het rådhus gekenmerkt door de twee torens en zijn bakstenen uiterlijk. Vanuit de torens is ieder uur het geluid van het klokkenspel te horen, dat bestaat uit 49 klokken.
In het gemeentehuis zijn diverse (grote) schilderijen te vinden die geschilderd zijn door Edvard Munch en Henrik Sørensen. Laatstgenoemde heeft met zijn werk Kunst en Viering een complete wand van het stadhuis bedekt.